# El circuito de Román
El circuito de Román es un filme chileno-argentino, protagonizada por los actores Cristián Carvajal y Paola Giannini, entre otros.

## Sinopsis
El neuropsicólogo Roberto Román (Cristián Carvajal) probó de joven que los recuerdos migran físicamente en el cerebro al hacerse conscientes. Diez años después vuelve a Chile como profesor invitado a su antigua escuela. Según Javier, su ayudante, lo que él llama migración es la fusión de dos recuerdos durante los chispazos creativos. Roberto se somete al experimento de Javier. Mientras lo hace recuerda su reciente regreso, el reencuentro con Silvia, (Paola Giannini) su exnovia, y con José Luis, el amigo que se la quitó, y la nueva oportunidad que tiene con ella. Recuerda que, tras un brillante inicio, su carrera se ha estancado y ve que ni siquiera puede enorgullecerse de la migración, su único chispazo creativo. Roberto intenta salir del circuito pero su ambición es más fuerte.

## Elenco
- Cristián Carvajal - Roberto Román
- Paola Giannini - Silvia Valenzuela
- Schlomit Baytelman – Carmen Vidal
- Alexis Moreno - José Luis Gallardo
- Julia Martínez Rubio – Inés Bauer
- Pablo Krögh – Osvaldo Gatica
- Camilo Carmona – Javier Torres

## Premios
| Otorgador                                      | Premio                    | Categoría/Destinatario     | Resultado |
| ---------------------------------------------- | ------------------------- | -------------------------- | --------- |
| 18º Festival Internacional de Cine de Valdivia | Premio Especial de Jurado | Largometraje Internacional | Ganado    |